# El niño pez
Pour plus de détails, voir Fiche technique et Distribution.
El niño pez est un film argentin de Lucía Puenzo sorti en 2009.

C'est l'adaptation du roman éponyme de la réalisatrice, écrit huit ans avant la sortie du film. Le titre international est The Fish Child.

## Synopsis
Lala, fille de bonne famille dans la banlieue cossue de Buenos Aires, est follement amoureuse de La Guayi, jeune et jolie paraguayenne au service de ses parents. Ensemble, elles rêvent de partir dans le village d'origine de Guayi, au bord du lac Ypoà. Mais un drame familial va brusquement les séparer...

## Distribution
- Inés Efron : Lala
- Mariela Vitale : La Guayi
- Pep Munné : le juge Bronté (le père de Lala)
- Amaldo André : Socrates Espina (le père de la Guayi)
- Diego Velázquez : le Basque
- Carlos Bardem : le commissaire Pulido
- Ailín Salas : La Guayi jeune
- Juliàn Doregger : Nacho (le frère de Lala)

## Fiche technique
- Titre : El niño pez
- Réalisation : Lucía Puenzo
- Scénario : Lucía Puenzo d'après son roman El Niño pez
- Directeur de la photo : Rodrigo Pulpeiro
- Date de sortie :  9 mai 2009
- Pays :  Argentine,  Paraguay,  Espagne
- Genre : Thriller
- Durée : 96 minutes (1 h 36)

## Autour du film
Dans le roman, c'est le chien de Lala qui est le narrateur. Cette caractéristique du livre étant trop difficile à adapter pour le film, l'histoire est racontée du point de vue de Lala.